# Versigonalia vermiculata
Versigonalia vermiculata är en insektsart som beskrevs av Young 1977. Versigonalia vermiculata ingår i släktet Versigonalia och familjen dvärgstritar. Inga underarter finns listade i Catalogue of Life.